# Cardioglossa venusta
Cardioglossa venusta là một loài ếch thuộc họ Arthroleptidae.
Đây là loài đặc hữu của Cameroon.
Môi trường sống tự nhiên của chúng là vùng núi ẩm nhiệt đới hoặc cận nhiệt đới, sông ngòi, và rừng thoái hóa nghiêm trọng.
Chúng hiện đang bị đe dọa vì mất nơi sống.